# Schwetschkeopsis
Schwetschkeopsis là một chi rêu trong họ Fabroniaceae.